# Crambe koktebelica
Crambe koktebelica är en korsblommig växtart som först beskrevs av Paul Junge, och fick sitt nu gällande namn av Nikolaj Adolfovitj Busj. Crambe koktebelica ingår i släktet krambar, och familjen korsblommiga växter. IUCN kategoriserar arten globalt som otillräckligt studerad. Inga underarter finns listade i Catalogue of Life.